# Bluefields

RACCS

Bluefields este un oraș situat în partea de sud-est a statului Nicaragua. Este reședința departamentului Regiunea Autonomă a Atlanticului de Sud.

## Clima
| Date climatice pentru Bluefields, Nicaragua | Date climatice pentru Bluefields, Nicaragua | Date climatice pentru Bluefields, Nicaragua | Date climatice pentru Bluefields, Nicaragua | Date climatice pentru Bluefields, Nicaragua | Date climatice pentru Bluefields, Nicaragua | Date climatice pentru Bluefields, Nicaragua | Date climatice pentru Bluefields, Nicaragua | Date climatice pentru Bluefields, Nicaragua | Date climatice pentru Bluefields, Nicaragua | Date climatice pentru Bluefields, Nicaragua | Date climatice pentru Bluefields, Nicaragua | Date climatice pentru Bluefields, Nicaragua | Date climatice pentru Bluefields, Nicaragua |
| Luna                                        | Ian                                         | Feb                                         | Mar                                         | Apr                                         | Mai                                         | Iun                                         | Iul                                         | Aug                                         | Sep                                         | Oct                                         | Nov                                         | Dec                                         | Anual                                       |
| ------------------------------------------- | ------------------------------------------- | ------------------------------------------- | ------------------------------------------- | ------------------------------------------- | ------------------------------------------- | ------------------------------------------- | ------------------------------------------- | ------------------------------------------- | ------------------------------------------- | ------------------------------------------- | ------------------------------------------- | ------------------------------------------- | ------------------------------------------- |
| Maxima medie °C (°F)                        | 27.8 (82)                                   | 28.4 (83,1)                                 | 29.0 (84,2)                                 | 29.8 (85,6)                                 | 29.9 (85,8)                                 | 28.9 (84)                                   | 28.1 (82,6)                                 | 28.5 (83,3)                                 | 29.1 (84,4)                                 | 28.8 (83,8)                                 | 28.4 (83,1)                                 | 28.0 (82,4)                                 | 28,73 (83,71)                               |
| Media zilnică °C (°F)                       | 24.9 (76,8)                                 | 25.2 (77,4)                                 | 26.2 (79,2)                                 | 27.0 (80,6)                                 | 27.0 (80,6)                                 | 26.0 (78,8)                                 | 25.6 (78,1)                                 | 25.6 (78,1)                                 | 25.8 (78,4)                                 | 25.6 (78,1)                                 | 25.3 (77,5)                                 | 25.2 (77,4)                                 | 25,78 (78,41)                               |
| Minima medie °C (°F)                        | 22.2 (72)                                   | 22.3 (72,1)                                 | 23.3 (73,9)                                 | 23.7 (74,7)                                 | 24.2 (75,6)                                 | 23.9 (75)                                   | 23.7 (74,7)                                 | 23.6 (74,5)                                 | 23.5 (74,3)                                 | 23.1 (73,6)                                 | 22.8 (73)                                   | 22.6 (72,7)                                 | 23,24 (73,84)                               |
| Precipitații mm (inches)                    | 218 (8.58)                                  | 114 (4.49)                                  | 71 (2.8)                                    | 101 (3.98)                                  | 264 (10.39)                                 | 581 (22.87)                                 | 828 (32.6)                                  | 638 (25.12)                                 | 383 (15.08)                                 | 418 (16.46)                                 | 376 (14.8)                                  | 328 (12.91)                                 | 4.320 (170,08)                              |
| Nr. mediu de zile ploioase (≥ 1.0 mm)       | 19                                          | 13                                          | 10                                          | 10                                          | 15                                          | 23                                          | 26                                          | 25                                          | 21                                          | 21                                          | 20                                          | 22                                          | 225                                         |
| Sursă: HKO                                  |                                             |                                             |                                             |                                             |                                             |                                             |                                             |                                             |                                             |                                             |                                             |                                             |                                             |